# Големи африкански езера
Големите африкански езера, също Велики африкански езера, (на суахили: Maziwa Makuu) са група езера в и около Източноафриканската рифтова зона, образувани от движението на Източно-африканската тектонска плоча.
Най-големите измежду 7-те езера са Виктория – второто най-голямо сладководно езеро в света, и Танганика – второто най-голямо езеро в света по количество вода и второто най-дълбоко езеро в света.

## География
Регионът на Големите африкански езера се състои от държавите около тях: Бурунди, ДР Конго, Кения, Руанда, Танзания и Уганда. Суахили е най-разпространеният език в региона. Поради голямата гъстота на населението от 107 милиона души и селскостопанския излишък в региона, районът е организиран в брой по-малки щати.
Високите части са относително хладни, със средните температури, вариращи между 17 и 19 °C, и с изобилни валежи. Големи водосборни басейни са тези на реките Конго, Нил и Замбези, които се оттичат в Атлантическия океан, Средиземно море и Индийския океан съответно.
Планините доминират в ниските части на река Конго, докато полетата и саваните се срещат най-често в южните и източните възвишения. Средните температури в ниските части са около 35 °C. Кратък дъждовен сезон през октомври бива следван от по-дълъг от април до май.
Езерата са сладководни и дом на много голям брой ендемични видове. Над 1500 цихлидни видове риба живеят в езерата. Езерата също представляват важен хабитат за ред земноводни. От бозайниците се срещат слонове, горили и хипопотами.

## Езера
| Езеро        | Площ       | Дълбочина | Координати                                                    |
| ------------ | ---------- | --------- | ------------------------------------------------------------- |
| 1. Алберт    | 5300 km²   | 25 метра  | 1°41′ с. ш. 30°55′ и. д. / 1.683333° с. ш. 30.916667° и. д.   |
| 2. Виктория  | 68 800 km² | 83 метра  | 1° ю. ш. 33° и. д. / 1° ю. ш. 33° и. д.                       |
| 3. Едуард    | 2325 km²   | 112 метра | 0°04′ ю. ш. 29°23′ и. д. / 0.066667° ю. ш. 29.383333° и. д.   |
| 4. Киву      | 2700 km²   | 480 метра | 2°00′ ю. ш. 29°00′ и. д. / 2° ю. ш. 29° и. д.                 |
| 5. Кьога     | 1720 km²   | 5,7 метра | 1°30′ с. ш. 33°00′ и. д. / 1.5° с. ш. 33° и. д.               |
| 6. Малави    | 29 600 km² | 292 метра | 12°11′ ю. ш. 34°22′ и. д. / 12.183333° ю. ш. 34.366667° и. д. |
| 7. Танганика | 32 900 km² | 570 метра | 6°30′ ю. ш. 29°30′ и. д. / 6.5° ю. ш. 29.5° и. д.             |

## История
Първите европейци които са пристигнали в този район са били мисионерите. Те усилено се опитвали да променят религията на местните жители, но заедно с това, донесли и много от болестите които са бушували в Европа по това време. Като резултат, повече от 60% от местните жители и голяма част от добитъка загубили живота си. Този регион не възвърнал оригиналното си население чак до 50-те години на XX век. Видян като регион с големи потенциали след независимост, източна Африка е помрачена от гражданска война и мизерия, от която само Танзания се е отървала.
1. ↑  Геополитика и геостратегия.   Българско геополитическо дружество, 2008.
2. ↑  Африка, политико-икономически справочник.   Партиздат, 1989. с. 74.
3. ↑  International Documentation Network on the Great African Lakes Region
4. ↑  Shema, Rutagengwa Claude. Great Lakes Region of Africa – Burundi //   Regional Coordinator Great Lakes Peace Initiative (GLPI).
5. ↑  Turner, Seehausen, Knight, Allender, and Robinson (2001). How many species of cichlid fishes are there in African lakes? Molecular Ecology 10: 793 – 806.